# OpenText
OpenText est une entreprise canadienne spécialisée de gestion de documents numériques et d'échanges de données. Elle est fondée en 1991 et est le leader dans le domaine.

## Histoire
En septembre 2016, OpenText annonce l'acquisition de l'activité de gestion de documents numériques de Dell-EMC pour 1,62 milliard de dollars. Son chiffre d'affaires sur l'année fiscale 2016 (fin de l'exercice au 30 juin 2016) s'élève à 1 824 millions de dollars américains.
OpenText est partenaire de l'entreprise OSTENDI.
En août 2022, OpenText annonce l'acquisition de Micro Focus pour 6 milliards de dollars, dont 4,4 milliards de reprises de dette.

## Droit de la personne
Entre 2016 et 2021, OpenText a vendu ses logiciels au service du renseignement de Birmanie, qui les a sans doutes utilisés dans le cadre de la répression militaire de la population.

## Principaux actionnaires
Au 19 mars 2020.
| Jarislowsky, Fraser                    | 6,18% |
| Caisse de dépôt et placement du Québec | 5,59% |
| MFS Investment Management Canada       | 5,14% |
| General Atlantic                       | 4,42% |
| Royal Bank of Canada                   | 3,66% |
| Mackenzie Financial                    | 3,00% |
| Avery Capital Management               | 2,80% |
| The Vanguard Group                     | 2,62% |
| Beutel, Goodman & Co                   | 2,61% |
| Harris Associates                      | 2,53% |